# Mare napulitano/Strigneme
Mare napulitano/Strigneme, pubblicato nel 1960, è un singolo del cantante italiano Mario Trevi

## Tracce
Lato A
- Mare napulitano (Avecone-De Felice)

Lato B
- Strigneme (Carbone-Genta)

Direzione arrangiamenti: M° Tonino Esposito

## Incisioni
Il singolo fu inciso su 78 giri, con marchio Durium- serie Royal (RY 8007 – RY 8008), e su 45 giri, con marchio Durium- serie Royal QCN 1100)